# Luminița, Tulcea
Luminița este un sat în comuna Topolog din județul Tulcea, Dobrogea, România.

## Etimologie și toponimie
La 1850, satul se numea Orumbeico / Rum Ali (Beiul Orum), românizată ulterior în Urumbei și schimbată în 1925 în Regina Elisabeta. În 1948, denumirea staului este schimbată de către regimul comunist în Elena Pavel, după eroina comunistă, modificată din nou în denumirea actuală prin Decretul Consiliului de Stat nr. 799/1964 privind schimbarea denumirii unor localități.Astăzi poarta denumirea de Luminița.

## Localizare geografică
Satul se află intre localitățile Topolog și Meșterul.  Acesta se afla intr-o vale și datorita acestui aspect semnalul la diverse rețele de telefoniei este foarte slab.

## Suprafață
Suprafața satului este de completat.

## Demografie
La recensământul din 2002, toți cei 316 locuitori erau români.

## Istoric
De completat
În aceasta localitate ocupația locuitorilor este creșterea animalelor dar și agricultura.
În sat se află o grădiniță care actualmente nu funcționează, copiii sunt transportați la Topolog cu microbuzele.

## Personalități
- Gabriel Fătu (n. 21 iulie 1975), actor